# Rządowy Fundusz Rozwoju Dróg

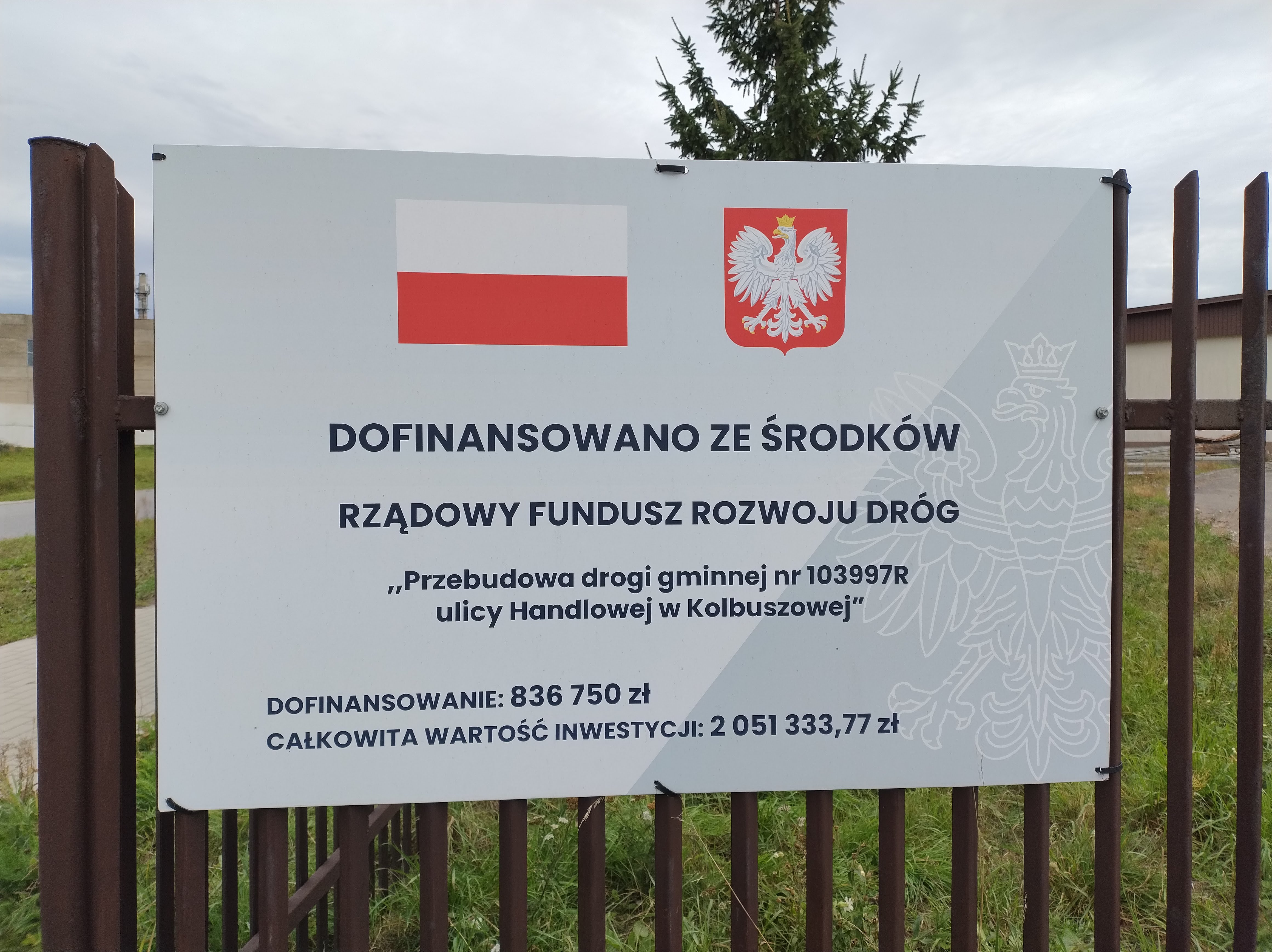
Tablica informująca o dofinansowaniu z funduszu

Rządowy Fundusz Rozwoju Dróg – państwowy fundusz celowy ministra do spraw transportu, mający na celu gromadzenie i dysponowanie środkami finansowymi na budowę, przebudowę i remonty dróg krajowych.

## Powołanie Funduszu
Na podstawie ustawy z 2018 r. o Rządowym Funduszu Rozwoju Dróg ustanowiono Fundusz.

## Gromadzenie środków Funduszu
Fundusz gromadzi środki finansowe na zadania polegające na:
- budowie, przebudowie lub remoncie dróg powiatowych,
- budowie mostów lokalizowanych w ciągach dróg wojewódzkich, dróg powiatowych lub dróg gminnych,
- budowie obwodnic lokalizowanych w ciągach dróg wojewódzkich,
- budowie, przebudowie lub remoncie dróg wojewódzkich, dróg powiatowych lub dróg gminnych
- budowie, przebudowie lub remoncie dojazdów do terminali intermodalnych lub budowie, przebudowie lub remoncie dojazdów do stref,
- budowie, przebudowie, remoncie dróg wojewódzkich lub poprawie bezpieczeństwa niechronionych uczestników ruchu, polegające w szczególności na budowie, przebudowie lub remoncie dróg dla pieszych, dróg dla pieszych i rowerów, dróg dla rowerów, przejść dla pieszych, przejazdów dla rowerów, peronów przystankowych wraz z dojściami do tych peronów na drogach wojewódzkich,
- budowie, przebudowie lub remoncie dróg wojewódzkich, dróg powiatowych lub dróg gminnych o znaczeniu obronnym.

W ramach realizacji zadań powiatowych i gminnych mogą być w szczególności dofinansowane zadania mające na celu wyłącznie poprawę bezpieczeństwa niechronionych uczestników ruchu, polegające w szczególności na budowie, przebudowie lub remoncie dróg dla pieszych, dróg dla pieszych i rowerów, dróg dla rowerów, przejść dla pieszych, przejazdów dla rowerów, peronów przystankowych wraz z dojściami do tych peronów.

## Pochodzenie środków Funduszu
Środki Funduszu pochodzą z:
- wpłat Narodowego Funduszu Ochrony Środowiska i Gospodarki Wodnej;
- wpłat z budżetu państwa z części budżetowej, której dysponentem jest Minister Obrony Narodowej, w wysokości 500 mln zł rocznie;
- wpłat z budżetu państwa z części budżetowej, której dysponentem jest minister właściwy do spraw transportu;
- wpłat Dyrekcji Generalnej Państwowego Gospodarstwa Leśnego Lasy Państwowe;
- wpłat spółek w wysokości 7,5% ich zysku po opodatkowaniu podatkiem dochodowym;
- odsetek z tytułu oprocentowania środków Funduszu oraz odsetek od lokat okresowo wolnych środków Funduszu;
- środków pochodzących ze źródeł zagranicznych niepodlegających zwrotowi;
- wpływów ze skarbowych papierów wartościowych;
- kar pieniężnych na podstawie ustawy z 1985 r. o drogach publicznych;
- dobrowolnych wpłat, darowizn i zapisów;
- wpływów z innych środków publicznych;
- wpływów z innych tytułów.

Minister właściwy do spraw budżetu, na wniosek dysponenta Funduszu, przekazuje Funduszowi skarbowe papiery wartościowe na dofinansowanie zadań.
Łączna wartość nominalna zobowiązań z tytułu wyemitowanych skarbowych papierów wartościowych przekazanych Funduszowi nie może przekroczyć kwoty 2,8 mld zł.
Minister właściwy do spraw budżetu określi, przez wydanie listu emisyjnego, warunki emisji skarbowych papierów wartościowych oraz sposób realizacji świadczeń z nich wynikających.

## Przeznaczenie środków funduszu
Środki Funduszu przeznaczane są na:
- dofinansowanie zadań powiatowych oraz zadań gminnych;
- dofinansowanie zadań mostowych;
- dofinansowanie zadań obwodnicowych;
- dofinansowanie zadań miejskich;
- dofinansowanie zadań dojazdowych;
- dofinansowanie zadań wojewódzkich;
- finansowanie zadań obronnych;

Rada Ministrów określi, w drodze rozporządzenia, sposób podziału środków Funduszu na zadania powiatowe oraz zadania gminne na poszczególne województwa.